# Bistum Leribe
Das Bistum Leribe (lateinisch Dioecesis Leribensis) ist eine römisch-katholische Diözese in Hlotse (Leribe) in Lesotho. 
Das Bistum wurde am 11. Dezember 1952 aus der damaligen Diözese Maseru heraus gegründet. Es ist ein Suffraganbistum des Erzbistums Maseru.

## Ordinarien
- Emanuel Mabathoana OMI (1952–1961), dann Erzbischof von Maseru
- Ignatius Phakoe OMI (1961–1968)
- Paul Khoarai (1970–2009)
- Augustinus Tumaole Bane OMI (2009–2025)
- Vitalis Sekhonyana Marole OMI (seit 2025)